# 11708 Kathyfries
11708 Kathyfries este o planetă minoră (asteroid), cu un diametru de 2,1 km, din centura de asteroizi. A fost descoperită pe 18 aprilie 1998 la Magdalena Ridge Observatory⁠(d) de Lincoln Near-Earth Asteroid Research. 
Obiectul prezintă o orbită caracterizată de o semiaxă mare de 2,1350819 UAi, o excentricitate de 0,12, o înclinație de 2,51546 ° în raport cu ecliptica.